# 梅利尼基夫齊
48°55′48″N 29°3′45″E / 48.93000°N 29.06250°E
梅利尼基夫齊（烏克蘭語：Мельниківці），是烏克蘭西南部的村莊，隸屬文尼察州的文尼察區。該村始建於1629年，面積2.69平方公里，2001年人口500，人口密度每平方公里185.87人。